# Яремків (село)
Яремків — село у Самбірському районі, Львівської області. Населення становить 172 особи. Орган місцевого самоврядування — Рудківська міська рада.

## Населення
За даними Всеукраїнського перепису населення 2001 року, в селі мешкало 172 особи.

## Історія
Перша згадка про село у 1660 році.

### Дерев'яна церква-каплиця
В селі є маленька дерев'яна церква-каплиця Святого Пророка Іллі.
Колись Яремків належав до парафії у м. Рудки, але у 1926 році в селі збудували філіальну дерев'яну каплицю. Вона стояла зачиненою у 1963—1989 рр. Церква-каплиця в користуванні громади УГКЦ.
Знаходиться на рівній ділянці при дорозі на в'їзді до Яремкова зі сторони села Вістовичі. Хрещата в плані, малих розмірів, одноверха. Зараз у селі проживає понад 200 осіб. Дружні односельчани власними коштами та підтримкою отця Михайла відновили церковцю. До оновлень у церкві-каплиці заохочувалися зокрема всі. Раніше в селі була школа, яка була збудована 1886 році, але її знесли через надмірно малу кількість дітей в 1924 році. Село Яремків оточують такі села: Вишня, Михайлевичі, Дубаневичі, Вістовичі, Орховичі, Зелений Гай.